# Rafael Montoro y Valdés
Rafael de Montoro y Valdés (L'Havana, Cuba, 24 d'octubre, 1852 -L'Havana, Cuba, 14 d'agost, 1933), marquès de Montoro, va ser un polític, advocat, historiador, assagista, crític literari i escriptor espanyol, que es va nacionalitzar cubà després de la independència de Cuba. La seva formació bàsica estava influenciada pels filòsofs alemanys Immanuel Kant i Georg Wilhelm Friedrich Hegel. Va destacar per la seva brillant i eloqüent oratòria. Va prendre part al breu govern autonòmic cubà de 1898, com a secretari d'Hisenda.
Va estudiar a la seva ciutat natal, a París i a Nova York, on va romandre fins a 1865, va acabar els seus estudis a l'Havana, i va passar a la Península el 1867, on es donà a conèixer a la literatura mitjançant diversos treballs publicats a El Norte i El Tiempo, entre els quals destaquen les seves observacions referents a Cuerdos y locos de Campoamor; més endavant amb Perojo, Revilla, Galvete i altres, va brillar al cèlebre Ateneu de Madrid, on participà en gairebé totes les discussions notables des de 1876 fins a 1878, contribuint, amb Perojo, a la publicació de la Revista Contemporanea, de la qual fou cap de redacció. A la Revista Europea, de Medina, primerament va donar un estudi sobre el panenteisme de Krause, fent de mitjancer en la polèmica entre Campoamor i Canalejas, després un notable estudi crític del llibre de Perojo sobre el moviment intel·lectual d'Alemanya, i, successivament, un interessant estudi sobre Maria I d'Anglaterra, més coneguda com Maria Tudor, un altre sobre Alfred de Musset, i alguns més en la Revista Contemporanea, on va fer gala d'una il·lustració poc comú. Va ser vicepresident de la secció de ciències morals i polítiques a l'Ateneu, segon secretari de l'Associació d'Artistes i Escriptors espanyols, i va figurar en política com a demòcrata moderat.
Va tornar a Cuba el 1878 i va col·laborar assíduament a la Revista de Cuba i a El Triunfo, òrgan del partit liberal. El 1880 va ser elegit diputat a Corts per l'Havana, i el 1886 va tornar al Congrés de Madrid representant al districte de Puerto Príncipe. Durant el període de l'autonomia cubana va exercir la secretaria d'Hisenda i fou membre de la Comissió d'evacuació; després va ocupar el càrrec de ministre de Cuba a Anglaterra, sent Tomàs Estrada Palma president de la república cubana. El 1908 la Convenció del partit conservador va presentar la candidatura de Montoro per a la vicepresidència de la República. La seva personalitat va ser molt apreciada a Cuba, sent reputat com un dels primers oradors del seu país.